# Botond (versenyló)
Botond az 1942-es Magyar Derby győztes versenylova.

## Története
Botond a dióspusztai ménes neveltje, 1938-ban importálták Angliából anyját Paradiánt. A kanca akkor már vemhes volt Botonddal, amely már Magyarországon született.
Az 1942-es év Magyar Derbyjét Keszthelyi Istvánnal nyergében, nyolc hosszal nyerte meg, szétszórva a mezőnyt. A magyar telivértenyésztés örök vesztesége, hogy a második világháborúban az összes általa fedezett kancával együtt elveszett.

## Eredmények
- Erzsébet Királyné-Díj
- Magyar Derby 1942.